# Zach Braff
Zachary Israel "Zach" Braff (* 6. dubna 1975 South Orange, USA) je americký herec a režisér. Braff se proslavil především díky oblíbenému televiznímu seriálu Scrubs: Doktůrci z roku 2001, kde hrál hlavní roli doktora Johna J.D. Doriana, za kterou dostal v roce 2005 cenu Emmy.
V roce 2004 proběhl režijní debut Braffa, stal se jím film Procitnutí v Garden State, kde se vrátil do svého rodného státu New Jersey, aby tam film natočil. Film byl vyroben za 2 500 000 amerických dolarů a vydělal víc než 35 000 000 dolarů, navíc byl schválen kritiky, takže získal kultovní pokračování. Braff film napsal, režíroval, hrál v něm a sestavil soundtrack. Za svou režijní práci dostal řadu ocenění a za soundtrack získal v roce 2005 i cenu Grammy. V dubnu 2013 Braff oznámil, že zahájil kampaň na serveru Kickstarter s cílem zvýšit finanční prostředky na natáčení nového filmu s názvem Wish I Was Here, který natočil, napsal k němu scénář a sám si v něm zahrál v roce 2014.

## Osobní život
Narodil se 6. dubna 1975 v South Orange v New Jersey. Jeho otec, Harold Irwin "Hal" Braff, je právník a profesor sociologie a jeho matka, Anne Brodzinsky (narozená Anne Hutchinson Maynard), pracovala jako klinická psycholožka. Jeho rodiče se během Braffova dětství rozvedli a oba si vzali někoho jiného. Jeden z jeho sourozenců je autor, jeho nevlastní sestrou je Jessica Kirson. Braffův otec se narodil do židovské rodiny a jeho matka - původně protestantka - konvertovala k judaismu ještě dřív, než si vzala jeho otce. Braff vyrůstal v judaismu (měl bar micva v Oheb Shalom Congregation), ovšem prohlásil, že "není zas až takový náboženský chlapík". Díky matčiným předkům z Nové Anglie je Zach vzdálený bratranec politika Mitta Romneyho. Také se přátelí s bývalou členkou skupiny The Fugees Lauryn Hill.
Braff chtěl být filmařem od útlého dětství a popsal to jako životní sen.
Ve věku deseti let mu byla diagnostikována obsedantně-kompulzivní porucha. Jako dítě navštěvoval Stagedoor Manor, performing arts (akademii musických umění) "školící středisko" pro mladé herce a ve věku 10-18 let také Triple Threats. S láskou vzpomíná na čas tam strávený, jaké to bylo, kde vyhrál, získal svou hereckou cenu a dostal první polibek. Stagedoor je také místo, kde se setkal s hercem Joshem Charlesem, který je stále jeho přítelem. Zná se ještě se spoustou dalších absolventů Stagedoor Manor jako je Natalie Portman, Mandy Moore nebo Joshua Radin. Braff navštěvoval Severozápadní univerzitu, kde byl členem bratrstva Phi Kappa Psi Fraternity a absolvoval v roce 1997. Jeho nejlepším přítelem je Donald Faison, který hrál spolu se Zachem v seriálu Scrubs: Doktůrci, jeho kamaráda Turka.
Během let 2001 až 2003 chodil s kanadskou herečkou Sarah Chalke. V roce 2004 začal chodit s herečkou Mandy Moore. Dvojice se však po dvou letech rozešla. V roce 2007 si prožil krátký románek s herečkou Shiri Appleby. Od roku 2009 chodil s Taylor Bagley. Dvojice se rozešla v roce 2014. Od dubna roku 2019 chodí s o jednadvacet let mladší britskou herečkou Florence Pughovou.

## Filmografie

### Film
| Rok  | Název                                | Role                  | Poznámky |
| ---- | ------------------------------------ | --------------------- | --- |
| 1993 | Tajemná vražda na Manhattanu         | Nick Lipton           | |
| 1997 | Lionel on a Sunday                   |                       | také scenárista krátkometrážní film |
| 1999 | Chci tě poznat                       | Wesley                | |
| 2000 | Endsville                            | Dean                  | |
| 2000 | Blue Moon                            | Fred                  | |
| 2000 | Klub zlomených srdcí                 | Benji                 | |
| 2004 | Procitnutí v Garden State            | Andrew Largeman       | také režisér, scenárista, výkonný producent soundtrackového alba Central Ohio Film Critics Association Award v kategorii objev roku (za herectví, scénář a režii) Chicago Film Critics Association Award v kategorii nejlepší nový režisér Crystal Image Award Florida Film Critics Circle's Awards v kategorii objev roku Hollywood Breakthrough Award v kategorii objev roku – režie Independent Spirit Award v kategorii nejlepší první film (sdíleno s producenty Pamelou Abdy, Garym Gilbertem, Danem Halstedem a Richardem Klubeckem) National Board of Review Award v kategorii nejlepší režisérský debut Online Film Critics Society Award v kategorii objev roku – filmař Phoenix Film Critics Society Award v kategorii objev roku – za kamerou nominace – Empire Award v kategorii nejlepší nováček nominace – Cena Humanitas Prize na Sundance Film Festival nominace – Independent Spirit Award v kategorii nejlepší první scénář nominace – Online Film Critics Society Award v kategorii nejlepší původní scénář nominace – Hlavní cena poroty na Sundance Film Festival nominace – MTV Movie Award v kategorii nejlepší polibek (sdíleno s Natalií Portman) nominace – MTV Movie Award v kategorii objev roku – muž nominace – Online Film Critics Society Award v kategorii objev roku – herec / herečka nominace – Teen Choice Award v kategorii nejlepší filmový herec (drama) nominace – Teen Choice Award v kategorii nejlepší zrudnutí nominace – Teen Choice Award v kategorii nejlepší filmový objev roku (muž) nominace – Teen Choice Award v kategorii nejlepší polibek (sdíleno s Natalií Portman) nominace – Teen Choice Award v kategorii nejlepší milostná scéna nominace – Writers Guild of America Award v kategorii nejlepší původní scénář |
| 2005 | Strašpytlík                          | Strašpytlík (hlas)    | |
| 2006 | Poslední polibek                     | Michael               | |
| 2006 | Prodám šéfa zn. spěchá               | Tom Reilly            | |
| 2006 | Rande měsíce                         | Bloňďák               | |
| 2010 | The High Cost of Living              | Henry                 | |
| 2012 | C.K. Williams: Tar                   | Albert                | |
| 2013 | Mocný vládce Oz                      | Frank / Finley (hlas) | |
| 2014 | Wish I Was Here                      | Aidan Bloom           | také režisér, scenárista a producent |
| 2016 | In Dubious Battle                    | Connor                | |
| 2017 | Loupež ve velkém stylu               |                       | také režisér |
| 2017 | The Disaster Artist: Úžasný propadák | Sám sebe              | |
| TBA  | The Comeback Trail                   | Walter Creason        | |

### Televize
| Rok       | Název                    | Role                               | Poznámky |
| --------- | ------------------------ | ---------------------------------- | --- |
| 1989      | High                     | Student                            | neprodaný televizní pilotní díl CBS |
| 1990      | The Baby-Sitters Club    | David Cummings                     | díl: „Dawn Saves the Trees“ |
| 1994      | CBS Schoolbreak Special  | Tony / Tammy                       | díl: „My Summer as a Girl“ |
| 2001–2010 | Scrubs: Doktůrci         | John "J.D." Dorian                 | hlavní role, 175 dílů také režisér (7 dílů; 2004–2009) a výkonný producent (2009–10) nominace – Zlatý glóbus v kategorii nejlepší mužský herecký výkon v hlavní roli – seriál (komedie / muzikál) (2005, 2006, 2007) nominace – Cena Asociace zahraničních novinářů v Hollywoodu v kategorii nejlepší mužský herecký výkon v hlavní roli – seriál (komedie / muzikál) (2005, 2006) nominace – People's Choice Award v kategorii nejoblíbenější seriálová hvězda – muž (2005) nominace – People's Choice Award v kategorii nejoblíbenější hvězda v hlavní roli (2005) nominace – Cena Emmy v kategorii v kategorii nejlepší mužský herecký výkon v hlavní roli – seriál (komedie) (2005) nominace – Satellite Award v kategorii nejlepší mužský herecký výkon v hlavní roli – seriál (komedie / muzikál) (2005) nominace – Teen Choice Award v kategorii nejlepší seriálový herec (komedie) (2002, 2003, 2004, 2005, 2006) |
| 2002      | Clone High               | Paul Revere / X-Stream Mike (hlas) | 2 díly |
| 2002      | Vánoční příběh           | Sám sebe /John "J.D." Dorian       | TV film |
| 2005–06   | Arrested Development     | Phillip Litt                       | 2 díly |
| 2006      | Nobody's Watching        | Sám sebe                           | TV film |
| 2009      | Scrubs: Interns          | John "J.D." Dorian                 | díl: „Our Meeting with J.D.“ |
| 2010      | Město žen                | Doručovatel pizzy                  | díly: „Krabí invaze“ a „Až pijde čas“ |
| 2012      | The Exes                 | Chuck Feeney                       | díl: „He's Gotta Have It“ |
| 2014      | Zpátky do školy          | J.D. (hlas)                        | díl: „Restart“ |
| 2014      | Amyino plodné lůno       | Rob                                | díl: „I'm So Bad“ |
| 2015      | Neranditelní             | Zach                               | 2 díly |
| 2017      | Bill Nye Saves the World | Sám sebe                           | díl: „Earth is a Hot Mess“ |
| 2017      | BoJack Horseman          | Himself (voice)                    | díl: „Underground“ |
| 2018      | Alex, Inc.               | Alex Schuman                       | také režisér a výkonný producent |
| 2019      | Whiskey Cavalier         |                                    | režisér dílu: „Mrs. & Mr. Trowbridge“ |

### Videohry
| Rok  | Název                                  | Role        |
| ---- | -------------------------------------- | ----------- |
| 2005 | Strašpytlík                            | Strašpytlík |
| 2005 | Kingdom Hearts II                      | Strašpytlík |
| 2006 | Disney's Chicken Little: Ace in Action | Strašpytlík |
| 2014 | Kingdom Hearts HD 2.5 ReMIX            | Strašpytlík |
| 2017 | Kingdom Hearts HD 1.5 + 2.5 ReMIX      | Strašpytlík |